# Sven Messerschmidt
Sven Messerschmidt (* 1975) ist ein deutscher Koch.

## Werdegang
Nach der Ausbildung zum Koch von 1991 bis 1994 ging er nach einigen Zwischenstationen 1996 zum Ein-Sterne-Restaurant Orangerie in Brühl und 1999 zum Drei-Sterne-Restaurant Dieter Müller in Bergisch Gladbach.
Im Jahr 2000 erhielt Messerschmidt mit 25 Jahren als jüngster Koch Deutschlands seinen ersten Michelin-Stern im Husarenquartier in Erftstadt. Ein weiterer Stern folgte 2002 in der Traube in Freiburg im Breisgau. Seit Dezember 2006 ist Sven Messerschmidt Küchenchef im Relais & Châteaux Hotel Burg Schwarzenstein in Geisenheim, wo er seit 2008 ebenfalls mit einem Michelin-Stern und 17 Punkten im Gault Millau ausgezeichnet wurde. Anfang 2013 wechselt er ins Gut Lärchenhof nach Pulheim bei Köln.  
Im März 2015 machte er sich mit dem Restaurant Messerschmidt im Auerhahn in Pulheim bei Köln selbstständig. 2019 gab er das Restaurant wieder auf.
Anfang 2020 wurde er Projektleiter für das gastronomische Angebot im Kloster Eberbach.

## Auszeichnungen
- 2000 Ein Michelin-Stern mit 25 Jahren als jüngster Koch Deutschlands[1]